# Partido de Unidad Proletaria (Italia)
El Partido de Unidad Proletaria (Partito di Unità Proletaria) (PdUP) fue un partido político italiano.
El PDUP fue fundado en noviembre de 1972 por facciones minoritarias de dos partidos, el Partido Socialista Italiano de Unidad Proletaria (PSIUP), dirigido por Vittorio Foa y Silvano Miniati; y el Movimiento Político de los Trabajadores, de izquierda cristiana y dirigido por Giovanni Russo Spena y Domenico Jervolino, que se habían opuesto a la fusión de este con el Partido Socialista Italiano (PSI). Su símbolo era la hoz y el martillo sobre el mundo.
En 1974, estos miembros se unieron al grupo de Il Manifesto y por el Movimiento Estudiante Autonomista conducido por Mario Capanna, formando el Partido de la Unidad Proletaria por el Comunismo (Partito Popolare di Unità per il Comunismo). El congreso fundacional se celebró el 29 de enero de 1976. Principales dirigentes de las diversas corrientes eran Miniati, Foa, Capanna (más extremistas de izquierda), Rossana Rossanda y Lucio Magri (que apoyaban la colaboración con el Partido Comunista Italiano (PCI) y la Confederación General Italiana del Trabajo) y Luigi Pintor. Magri fue elegido como primer secretario nacional del grupo.
Durante las elecciones generales de 1976 el PdUP se presentó junto a Democracia Proletaria, obteniendo tres de los nueve escaños obtenidos por la coalición en la Cámara de Diputados de Italia.
En enero de 1977, Il Manifesto y exmiembros del PSIUP abandonaron el partido debido a la falta de acuerdo para la formación de un gobierno que abarcara a toda la izquierda. El 20 de febrero de 1977, el grupo minoritario de izquierda se separó para unirse a Democracia Proletaria. El grupo mayoritario de Magri absorbió por un tiempo al movimiento Avanguardia Operaia, que sin embargo se separó al año siguiente. Durante su III congreso, en 1981, él se unió al Movimento Lavoratori per il Socialismo de Luca Cafiero.
Tras las elecciones de 1983 el PdUP decidió presentarse junto al Partido Comunista Italiano (PCI), al que se había acercado tras abandonar este el Compromiso histórico de la mano de Enrico Berlinguer.
El 25 de noviembre de 1984, el PdUP fusionó con PCI. Cuando, en 1991, Achille Occhetto inició el proceso de transición del PCI al socialdemócrata Partido Democrático de la Izquierda (PDS), algunos antiguos miembros del PdUP declararon su oposición a ésta, uniéndose posteriormente al Partido de la Refundación Comunista. Después de este último se retirara del gobierno de centro-izquierda de Lamberto Dini en 1995, muchos miembros antiguos PdUP abandonó el partido para crear el Movimiento de los Comunistas Unitarios, que más tarde fue absorbido por heredero PDS, Demócratas de Izquierda.
Entre los miembros del PdUP se encontraron Franco Grillini o Rossana Rossanda.

## Historia

### El PdUP por el Comunismo (1974)
El Partido de Unidad Proletaria por el Comunismo se constituyó en julio de 1974 mediante la unificación del Partido de Unidad Proletaria (PdUP) con el grupo Il manifesto; algunos meses después se adhirió a la nueva formación también el Movimiento Autónomo de Estudiantes de Milán de Mario Capanna. En la fase de unificación surgieron diferencias con la corriente leninista liderada por el palermitano Mario Mineo, que acusada de fraccionalismo, fue expulsada del partido en diciembre de 1975.
El congreso de constitución del PdUP por el Comunismo se celebró en Bolonia del 29 de enero al 1 de febrero de 1976, certificándose tres posiciones internas: la mayoritaria (47,34%) ligada a Il manifesto de Rossana Rossanda y Lucio Magri (orientada hacia un compromiso crítico pero unitario con el PCI y la CGIL); la vinculada al ex-PSIUP-MPL (43,48%) de Silvano Miniati, Vittorio Foa y Mario Capanna (orientada hacia las formaciones de extrema izquierda); y una tercera (9,18%) liderada por Luigi Pintor que se abstuvo en las votaciones convirtiéndose en un factor de equilibrio en el partido. Lucio Magri fue elegido secretario del nuevo PdUP.
Previamente, en el Congreso de Florencia (julio de 1974), por primera vez en Europa y gracias al trabajo del secretario de la Comisión Internacional, Mario Albano, estuvieron presentes casi todos los representantes de los movimientos de liberación nacional del Tercer Mundo.

### La experiencia demoproletaria (1976)
Durante las elecciones generales de 1976 toda la nueva izquierda se presentó bajo la candidatura electoral de Democracia Proletaria (DP). Inicialmente el PdUP por el Comunismo fue contrario a la presencia de Lucha Continua en la nueva formación, aunque aceptó para no generar divisiones en su interior en el momento del voto. En las listas de DP fueron elegidos 6 diputados, entre ellos 5 del PdUP por el Comunismo (Lucio Magri, Eliseo Milani,  Luciana Castellina y Vittorio Foa que, elegido en dos circunscripciones, renunció a favor de Silverio Corvisieri y de Mimmo Pinto) y uno, Massimo Gorla, de Vanguardia Obrera. 

### Escisiones y agregaciones (1977-1981)
En enero de 1977 se inició la separación entre las dos corrientes del PdUP por el Comunismo (de una parte, la procedente de Il manifesto y de la otra, la proveniente del PSIUP-MPL y del PdUP), a causa del fracaso de una estrategia de gobierno que aunase a todas las izquierdas. Así, el 20 de febrero el partido se dividió en dos ramas: la mayoría de Magri y Rossanda de un lado, y la izquierda (la corriente de Vittorio Foa y Silvano Miniati, las denominadas Federaciones Unitarias y la corriente sindical de Elio Giovannini, Antonio Lettieri e Gastone Sclavi). Las últimas tres corrientes tomaron parte en la constitución de DP como partido. 
La mayoría magriana absorbió por su parte a la minoría de Vanguardia Obrera, vinculada a Aurelio Campi, que en el Congreso de Viareggio (1978) se escindió nuevamente por divergencias sobre el tema de la «solidaridad nacional». En las elecciones generales de 1979 obtuvieron un 1,37% de los votos a la Cámara y seis diputados.
En el Congreso de Roma (1981) se celebró la confluencia con el grupo del Movimiento de Trabajadores por el Socialismo (MLS), liderado por Luca Cafiero, presente en todo el territorio nacional pero particularmente enraizado en Milán. La alianza con el MLS ya había permitido, dos años antes, alcanzar el quórum exigido para poder presentarse a las elecciones generales, objetivo en el que en cambio había fracasado DP, debiendo presentarse bajo las siglas Nueva Izquierda Unida.

### La confluencia en el PCI (1983-1991)
En 1983, con ocasión de las elecciones generales, y en 1984, de cara a las elecciones europeas, el PdUP por el Comunismo presentó listas comunes con el PCI, partido al que había apoyado más explícitamente desde que su secretario, Enrico Berlinguer, había abandonado el Compromiso Histórico. 
A finales de marzo de 1984 se celebró en Milán, en la Sala de la Provincia, el Congreso Nacional del PdUP por el Comunismo en el que Magri, en su informe inicial, declaró finalizada la tarea del PdUP en cuanto el PCI había girado de nuevo a la izquierda. La abrumadora mayoría de las intervenciones que siguieron convencieron a Magri que el tiempo de la confluencia no estaba todavía maduro y que aún se necesitaba al PdUP por el Comunismo. El congreso concluyó el 1 de abril de 1984.
El 25 de noviembre el partido, con el acuerdo de Magri, Luciana Castellina y Cafiero, y los parlamentarios más jóvenes (Vincenzo Vita y Luciano Pettinari), decidió su propia disolución y el ingreso en el PCI, acordado previamente con el nuevo secretario comunista Alessandro Natta. Sin embargo, rechazaron la decisión dirigentes como Ivano Di Cerbo, y sobre todo Lidia Menapace, que fundó el Movimiento Político por la Alternativa. También destacó el rechazo a la confluencia del secretario regional de la Liguria, Franco Astengo, debido al escaso compromiso del PCI con la cuestión moral, que explotó en esa región desde principios de la década de 1980 con el escándalo Teardo, por el nombre del presidente socialista de la región encausado y posteriormente condenado por soborno, que gobernaba en coalición con el PCI.
El 30 de noviembre el Comité Central y la Comisión Central de Control del PCI aprobaron por unanimidad la confluencia del PdUP por el Comunismo, cooptando al CC a Magri, Cafiero, Vita, Pettinari y Castellina. Magri entró además en la Dirección del PCI, aunque con siete votos en contra y tres abstenciones. 
Cuando en 1991 se inició la transformación, impulsada por el secretario Achille Occhetto, del PCI en Partido Democrático de la Izquierda (PDS), una parte significativa de los ex-PdUP por el Comunismo se inscribió en la corriente del No, y posteriormente se adhirieron al nuevo Partido de la Refundación Comunista (PRC).

### El regreso del PdUP: el Movimiento de los Comunistas Unitarios (1995-1998)
En marzo de 1995 el PRC decidió retirar su confianza parlamentaria al Gobierno Dini y la corriente del partido constituida por los cuadros del viejo PdUP por el Comunismo, liderada por Famiano Crucianelli y el exsecretario del PRC, Sergio Garavini, votó a favor del Gobierno. En junio efectuó una escisión para formar el Movimiento de los Comunistas Unitarios, que permaneció en la mayoría parlamentaria de centro-izquierda para después adherirse, en febrero de 1998, a los Demócratas de Izquierda (DS).

## Resultados electorales
| Elecciones     | Elecciones    | Votos        | %         | Escaños |
| -------------- | ------------- | ------------ | --------- | ------- |
| Generales 1976 | Cámara        | en DP        | en DP     | 5/630   |
| Generales 1976 | Senado        | en DP        | en DP     | 0/315   |
| Generales 1979 | Cámara        | 502.247 (#9) | 1,37      | 6/630   |
| Generales 1979 | Senado        | -            | -         | 0/315   |
| Europeas 1979  | Europeas 1979 | 406.656 (#9) | 1,16      | 1/81    |
| Generales 1983 | Cámara        | en el PCI    | en el PCI | 7/630   |
| Generales 1983 | Senado        | en el PCI    | en el PCI | 1/315   |
| Europeas 1984  | Europeas 1984 | en el PCI    | en el PCI | 1/81    |

## Congresos Nacionales
- Congreso Nacional de fundación del PdUP por el Comunismo – Roma, 12-14 de julio de 1974.
- II Congreso Nacional – Viareggio, 10-12 de noviembre de 1978.
- Congreso de Unificación con el MLS – 29-31 de mayo de 1981.
- IV Congreso Nacional – Milán, 29 de marzo-1 de abril de 1984.